# Tjålmak (Jokkmokks socken, Lappland, 739269-167145)
Tjålmak är en sjö i Jokkmokks kommun i Lappland och ingår i Luleälvens huvudavrinningsområde. Sjön har en area på 0,482 kvadratkilometer och ligger 346 meter över havet.

## Delavrinningsområde
Tjålmak ingår i det delavrinningsområde (739316-166942) som SMHI kallar för Mynnar i Purkijaure. Medelhöjden är 312 meter över havet och ytan är 22,88 kvadratkilometer. Räknas de 36 avrinningsområdena uppströms in blir den ackumulerade arean 549,41 kvadratkilometer. Appokälven som avvattnar avrinningsområdet har biflödesordning 3, vilket innebär att vattnet flödar genom totalt 3 vattendrag innan det når havet efter 199 kilometer. Avrinningsområdet består mestadels av skog (69 procent) och sankmarker (18 procent). Avrinningsområdet har 0,95 kvadratkilometer vattenytor vilket ger det en sjöprocent på 4,2 procent.